# Anomalon planobucca
Anomalon planobucca är en stekelart som beskrevs av Lee 2007. Anomalon planobucca ingår i släktet Anomalon och familjen brokparasitsteklar. Inga underarter finns listade i Catalogue of Life.